# Rachid Aït-Atmane
Rachid Aït-Atmane (en arabe : رشيد آيت عثمان, en tifinagh :  ⵔⴰⵙⵀⵉⴷ ⴰⵉⵜ ⴰⵜⵎⴰⵏⴻ) né le 4 février 1993, à Bobigny, est un footballeur franco-algérien originaire de Béjaïa, en Kabylie. Il évolue au poste de milieu central.

## Carrière

### En clubs
En 2003, il intègre le centre de pré-formation de Liévin, en compagnie de Raphaël Varane. Formé au Racing Club de Lens, Rachid Aït-Atmane fait ses classes, au sein de l’une des plus belles générations de la formation artésienne, depuis l’ouverture de La Gaillette. Né en 1993 il grandit avec Raphaël Varane, Geoffrey Kondogbia et Alexandre Coeff. Milieu de terrain de métier Rachid quitte Lens, à l’aube de la saison 2013-2014. Durant l’été, il rejoint le Sporting de Gijón B, en deuxième division espagnole.
En novembre 2018, libre de tout contrat, depuis son départ du Sporting Gijón, il s'engage avec le Dinamo Bucarest.
En janvier 2023, il signe, avec la JS Kabylie, jusqu'à la fin de la saison 2024-2025.

### En sélection
Il débute au niveau international, avec l'équipe d'Algérie espoirs, lors d'un match amical, face à la Tunisie. Il participe aux Jeux olympiques d'été de 2016, avec la sélection algérienne U23.

## Palmarès

### En club
- Finaliste de la Supercoupe de Tunisie 2018-2019 avec le CS Sfaxien.